# Coryphaenoides alateralis
Coryphaenoides alateralis is een straalvinnige vissensoort uit de familie van rattenstaarten (Macrouridae). De wetenschappelijke naam van de soort is voor het eerst geldig gepubliceerd in 1973 door Marshall & Iwamoto.